# یوهانا ۱۲۷
سیارک ۱۲۷ (به انگلیسی: 127 Johanna) صد و بیست و هفتمین سیارک کشف شده‌است که در ۵ نوامبر ۱۸۷۲ و در پاریس کشف شد.
قدر مطلق سیارک برابر ۸٫۳۰ است.